# Arte de Armenia
El arte de Armenia se refiere a los logros artísticos del pueblo armenio. Habida cuenta de las vicisitudes de la historia de Armenia, su área no solo supera el territorio de la actual Armenia, sino también el de la llamada Gran Armenia histórica (limitada al norte por el Kura, al oeste con el Éufrates, al sur por el Tigris y al este con la cuenca del Araxes). También el arte del reino de Armenia Menor en Cilicia en la Edad Media, y los logros de la diáspora armenia, como lo demuestran los monumentos tan alejados unos de otros como son la catedral armenia de Lviv en Ucrania, o la Catedral de St. Sauveur de Isfahán en Irán.
Cronológicamente, podemos excluir el arte de Urartu: «... el origen tracio de los armenios, atribuido por Heródoto (VV, 73), es reconocido por la mayoría de los historiadores, lo que explica la « ruptura » entre la civilización de Urartu y la cultura armenia.» La conversión de los armenios al Cristianismo es el principal evento en torno al cual articular una historia del arte armenio: un arte pagano del siglo VI al siglo IV a. J.-C., y un arte cristiano del siglo IV al XVIII. Es en este contexto religioso cristiano donde el genio artístico armenio florecerá plenamente.

## Arte pagano (delsigloIValsigloVIa.J.C)

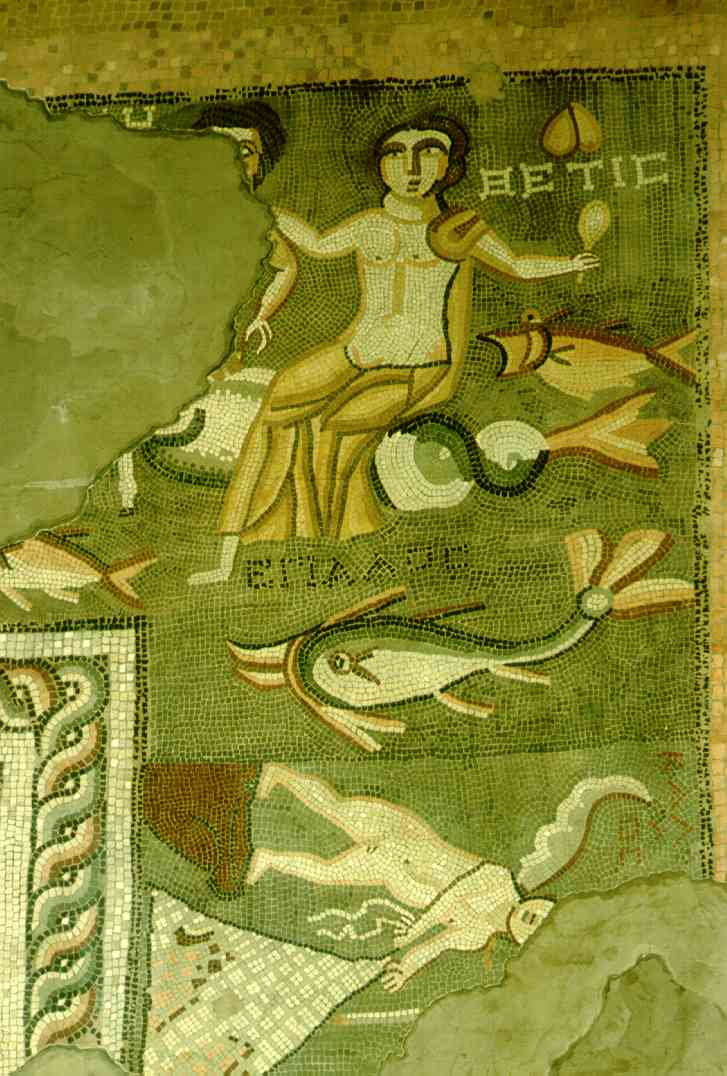
Mosaico de los Baños de Garni (detalle).

De la época aqueménida no queda prácticamente nada, sino los rhytons en plata de Arinberd (Erebouni), datados en el siglo V. Aunque también podría tratarse de objetos importados.
Con las conquistas de Alejandro Magno, Armenia se abre al mundo mediterráneo y entra en contacto con las culturas helenística y romana. También de esta época existe muy poco: una cabeza de bronce de la diosa Anahita encontrada en Erzincan (en la actual Turquía), una estatua en mármol de estilo griego encontrada en Artashat, pero sobre todo el magnífico templo de Garni, escapado de la destrucción de todos los monumentos paganos al convertirse al cristianismo. Es un templo jónico períptero. Destruido por un terremoto en 1679, fue reconstruido en 1975. Cerca del templo hay baños, fechados en siglo III, cuyo vestíbulo tiene un pavimento de mosaicos bastante dañado.

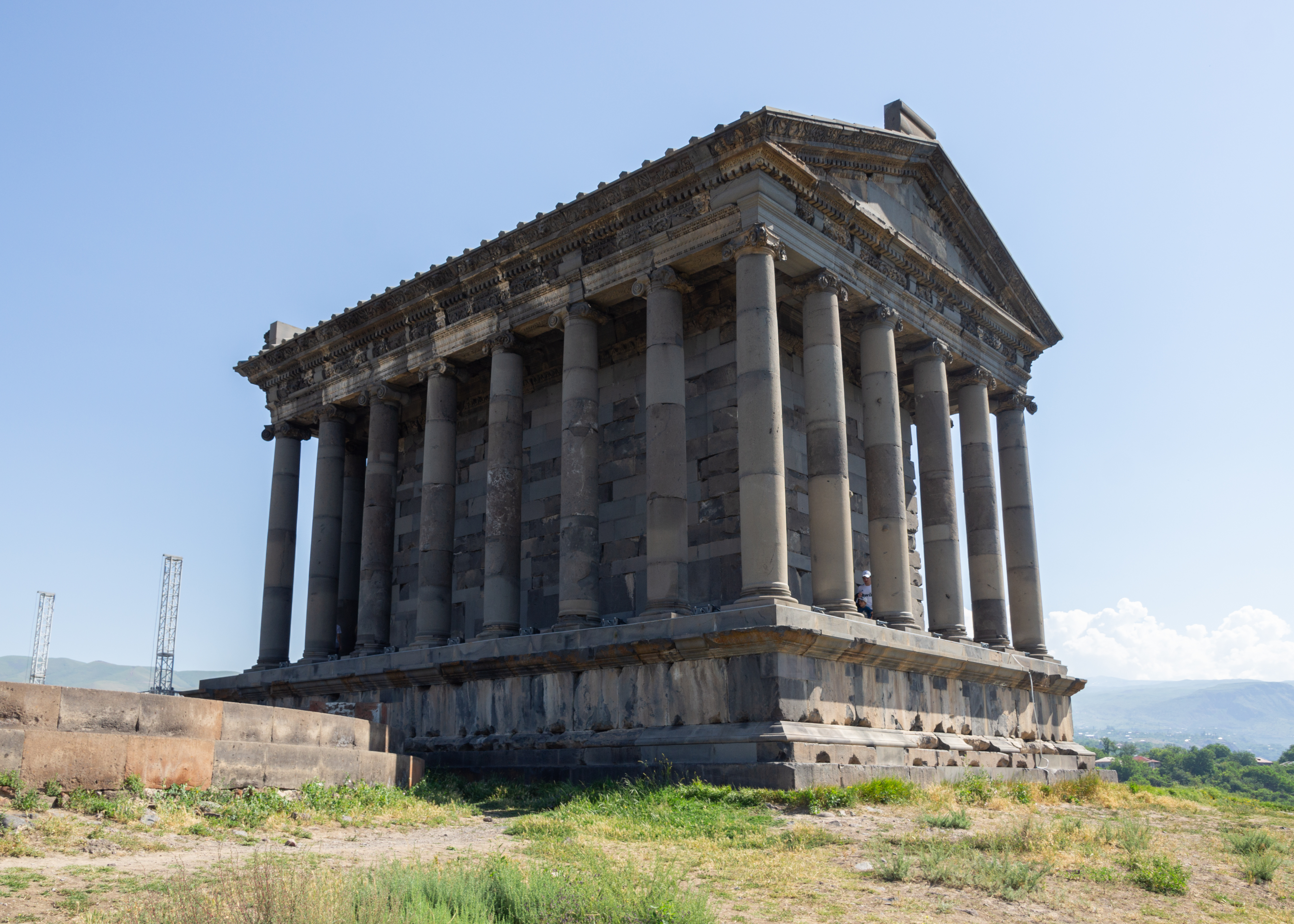
Templo de Garni.

## Arte cristiano (a partir delsigloVIalXVIII)

### Época paleocristiana
Este período abarca los comienzos del arte cristiano hasta el siglo VI. A menudo se denomina período «pre-árabe».
Desde su creación, la arquitectura utiliza un método de construcción especialmente adecuado para Armenia, donde los terremotos son comunes: unos cimientos de mortero con muros de Toba volcánica de diferentes colores: amarillo, rosa, rojo o gris. La alternancia de colores ayuda a hacer más brillantes los edificios, de un aspecto exterior más bien austero.
Como los cristianos del Imperio romano, los de Armenia recurrieron para construir sus lugares de culto a los edificios civiles ya existentes: la Basílica, es decir, un edificio rectangular que termina en un ábside. Existen basílicas de una nave o de tres naves separadas por dos filas de pilares en T. El ábside está flanqueado por dos piezas rectangulares pequeñas y todo se cubre con un tejado a dos vertientes. La más antigua es la iglesia de Aghts, fechada en la segunda mitad del siglo IV. Unidas a estas basílicas hay ya pequeños edificios con un cúpula sobre una base de tambor y cuatro brazos. Uno, tres o cuatro brazos puede ser excavados en el ábside. Hay solo un puñado de grandes edificios de plano central, el más famoso es el de la Iglesia de Tekor desgraciadamente destruido en el siglo XX por los terremotos. El origen de la cúpula armenia ha sido objeto de muchas conjeturas. Algunos ven su origen en las falsas cúpulas de las casas tradicionales armenias llamadas glkhatoun. Otros citan las torres de fuego de la religión Mazdean, que los sasánidas trataron de imponer durante un tiempo a los armenios, aunque se cree que no queda ninguna muestra en Armenia. Otros ven sus raíces en los mausoleos del antiguo mundo mediterráneo. La fecha de su introducción en la arquitectura religiosa es igualmente problemática. Todos los especialistas citan una frase de la Historia de Agathange (siglo V) que evoca una visión de Gregorio I el Iluminador a propósito de la Catedral de Echmiadzin.

Y, en el cruce de estas cuatro columnas, arcos increíbles se unían. Y sobre estos he visto un edificio hecho de nubes, en forma de baldaquino con cúpula, sorprendente creación divina.

La interpretación de este edificio, que ha sufrido muchas transformaciones a través de los siglos, es, sin duda, difícil. Sin embargo, durante las excavaciones arqueológicas, se han encontrado bases de pilares que datan de la reconstrucción en el 480 - 485, lo que sugiere que en esa época tenía en realidad una cúpula.
La decoración escultórica de las iglesias pre-árabes sigue siendo modesta y limitada a determinadas zonas de los edificios: arcadas ventanas, cornisas, capiteles puertas con dinteles coronados por un arco ocupado por un tímpano. Entre los temas decorativos se distinguen figuras geométricas (lazos, puntas de diamantes, canalillos...), motivos vegetales (hojas de acanto. palmas...) o incluso la cruz de Malta. Los temas figurativos son raros: el pavo real (símbolo de la eternidad), con una cinta Sasánida, Daniel entre los leones, o un hombre matando un jabalí (mausoleo de Aghts).

### «Edad de Oro» delsigloVII

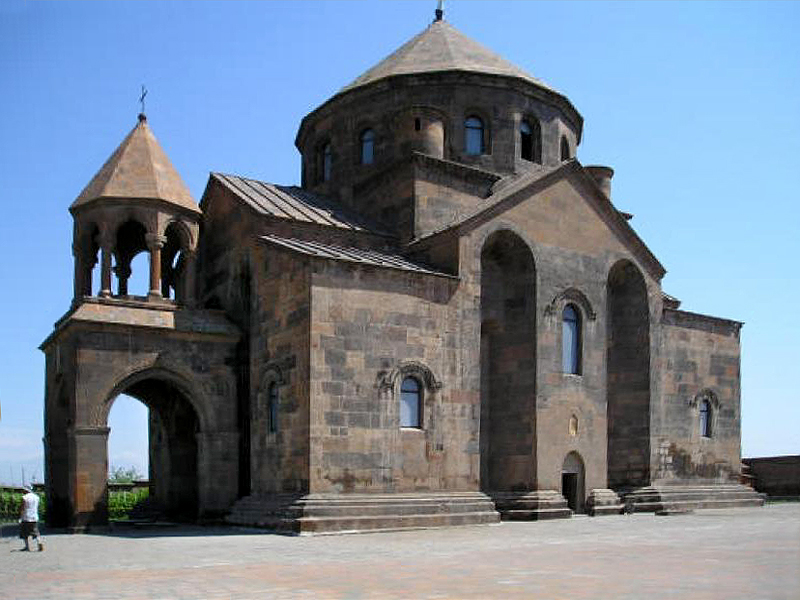
Saint-Hripsime en vagharchapat-Etchmiadzine.

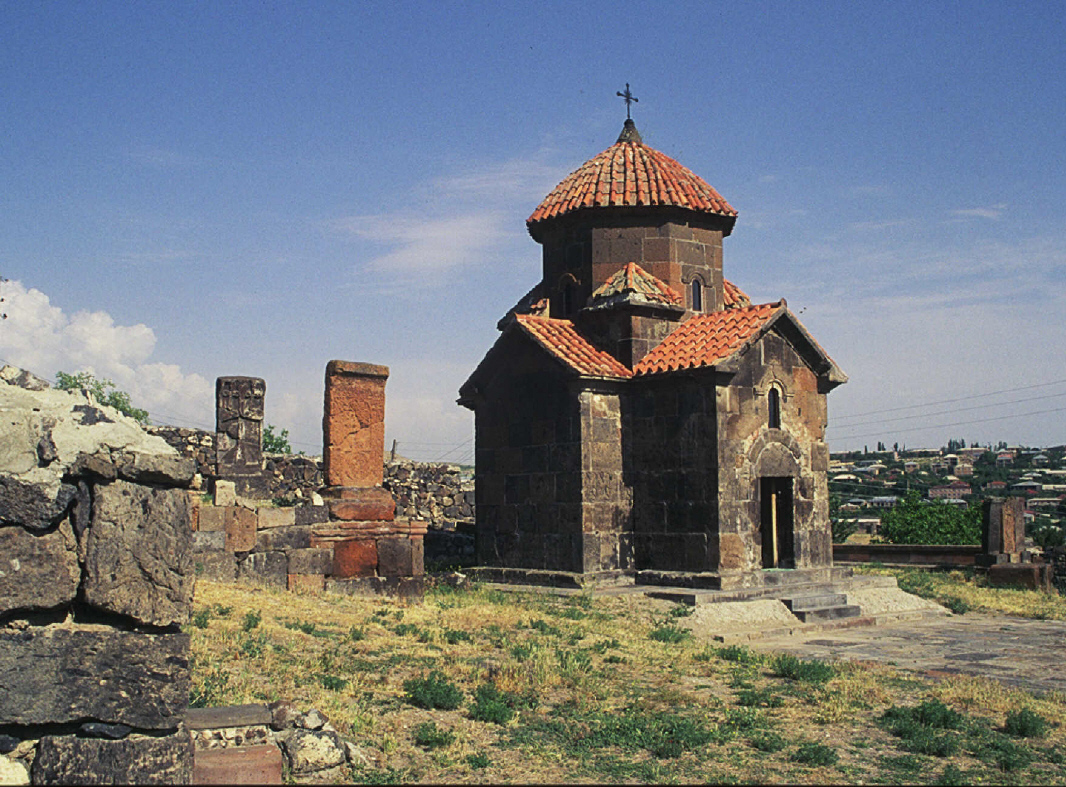
Iglesia de Ashtarak, conocida como "Karmravor", es decir, «roja».

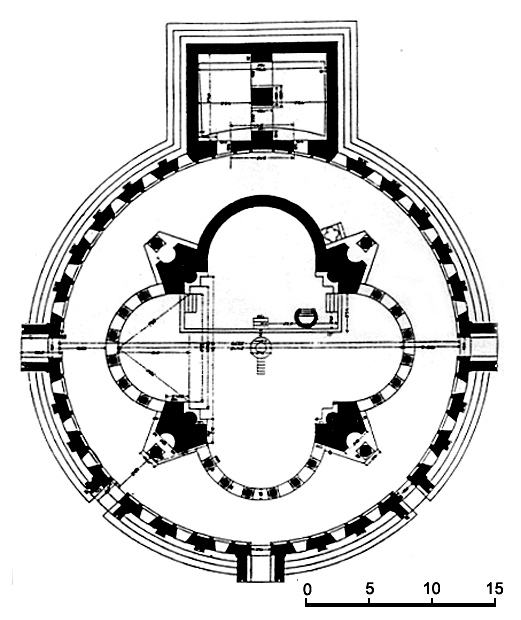
Plano de Zvartnots.

A pesar de que el siglo séptimo vio la llegada de los invasores árabes a Armenia (a mediados de siglo), es considerada por los expertos como la edad de oro de la arquitectura armenia. Los árabes se contentan primero con la demanda de un tributo a Armenia que siguió siendo en gran medida autónoma. Muchas iglesias fueron encargadas por las familias reales, como la Mamikonian o por los católicos, incluyendo a Nerses III, el constructor (641-661).
La planta de las iglesias se hizo más complicada. La basílica fue abandonada en favor de las iglesias con cúpula central, libre o inscrita. Armenia fue quizás una fuente del arte románico.
Continúa la construcción de pequeñas iglesias con cúpula central, como la iglesia de plano libre llamada «Karmravor» en Ashtarak. Las grandes iglesias se multiplicaron y diversificaron su plano. Existen varios tipos:
- Sala longitudinal en la que cuatro pilares apoyados en los muros laterales soportan la cúpula (Pghtini, T'alich)
- Iglesias de cruz inscrita en una sala rectangular (Mren, Odzoun, a San Gayane en Etchmiadzin)
- Iglesia de cuatro espacios, con nichos en las tres cuartas partes de un círculo (Awan, San Hripsime en Vagharchapat)
- Iglesia de cuatro espacios con deambulatorio circular (Zvartnots)

### Escultura

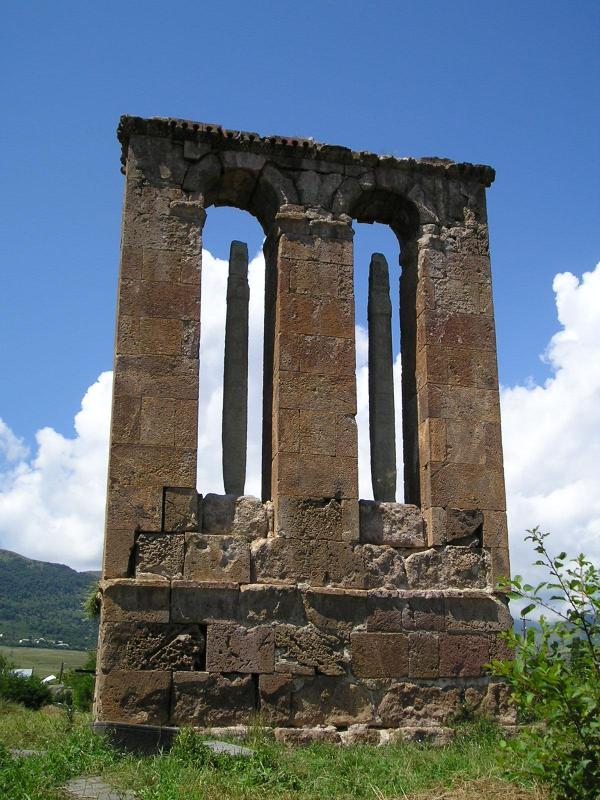
Estelas de Odzoun.

Entre las formas más típicas del arte armenio de la época se incluyen las estelas funerarias esculpidas con una base cúbica. Tienen una o varias de sus caras talladas con decoración que puede estar dividida en compartimentos o no. Las escenas suelen estar sacadas del Antiguo Testamento y más raramente de los Evangelios. Una de las escenas más curiosas es la de una persona con cabeza de cerdo o de jabalí, sobre todo en Odzoun.

#### Pintura y decoración
La pintura mural solo existe de manera fragmentaria (iglesias de T'alich, Mren o Lmpat), con representaciones de escenas del Antiguo Testamento y los santos. De lo poco que se ha conservado, se conoce, por mediación de una obra del siglo VII, la Apología de las pinturas de Vrt'anès K'ert'ogh, que los edificios estaban decorados con temas religiosos:

En las casas de los mártires de Dios, vemos pintado a San Gregorio, su tormento agradable a Dios y sus santas virtudes, el protomártir Étienne en medio de los lapidadores; el santísimo y glorioso San Gayane y San Hripsimé con todos sus compañeros y los gloriosos mártires, así como otros hombres virtuosos y respetables ... En las iglesias de Dios, vemos pintadas todas las maravillas de Cristo: me refiero a su nacimiento, el bautismo, la pasión y crucifixión, resurrección y ascensión al cielo.

La ornamentación de los manuscritos ilustrados solo se realizó en cuatro miniaturas del famoso Evangelio de Etchmiadzin. Este libro, ahora desmembrado, consistió en una copia bizantinade marfil, de un manuscrito del siglo X, y de dos folios del siglo VII en los que figuraban cuatro escenas: la  Anunciación de María, la Anunciación de Zacarías, la Adoración de los Reyes Magos y el bautismo de Cristo. De estas cuatro ilustraciones rarísimas, la más a menudo citada por los expertos es la Adoración de los Magos, donde encontramos tanto la influencia del mundo de Irán y el mundo mediterráneo: la actitud de los magos, incluida la posición de las piernas, es una reminiscencia de la técnica sasánida, mientras que la decoración está tomada del arte greco-romano.

### Gran Armenia delsigloVIIIalsigloXI
La producción artística depende de las vicisitudes de la historia. El siglo VIII es un período oscuro, en el que la dominación árabe sobre Armenia se hace notar y se detiene la actividad artística. El debilitamiento del poder del Califato en el siglo IX permite a la nobleza armenia levantar la cabeza, especialmente a las familias Bagratouni y Arçrouni, que se dan el título de reyes. Este período del siglo IX al XI ve el primer renacimiento del arte armenio, que va acompañado por el desarrollo del monacato. Una tendencia significativa de este período es la formación de escuelas regionales.

#### Arquitectura
Algunas tendencias se desarrollaron durante este período. El plano central libre fue abandonado y se desarrolla el plano central en cruz inscrita. Está surgiendo un estilo arquitectónico que es promesa de un futuro brillante: el gavit (así como el  jamatoun), un tipo de narthex específico de la arquitectura armenia.

#### Pintura
El renacer de la arquitectura se corresponde con el de la iluminación. El número de manuscritos iluminados que nos han llegado es mucho mayor que en el período anterior. Son solo evangélicos, incluyendo la carta de  Eusebio a Carpiano, las tablas de los Cánones seguidos de los cuatro evangelios canónicos. La costumbre armenia de imprimir un colofón al final de un manuscrito permite - siempre que el colofón ha sobrevivido - conocer la fecha y el lugar de ejecución y el nombre del copista y pintor. Las ilustraciones se agrupan generalmente al comienzo del manuscrito. La carta de Eusebio y los cuadros de los Cánones se encontraban bajo un arco o alguna arcada. Seguido de los cuatro retratos de los Evangelistas, a menudo acompañados de un retrato de la donante. Las ilustraciones se completaban mediante una serie de episodios de la vida de Cristo, el número varía, de uno a diecisiete, en los manuscritos de la época que han llegado hasta nosotros.
Existen importantes diferencias de estilo entre los manuscritos de este periodo. J.M. Thierry distingue dos categorías: las iluminaciones de tipo «académico» y el estilo «popular». Entre las primeras, el manuscrito más antiguo y uno de los más famosos es el Evangelio de la reina Mlké, que está fechado en el año 862. Del mismo modo el Evangelio de Etchmiadzin que data del (989), el evangelio del Rey  Kars Gagik ( alrededor de 1050), así como el Evangelio de Trebisonda . Estos trabajos suelen tener un real patrocinador o eran pertenecientes a la nobleza. La decoración se ve influida por el arte bizantino.

### Armenia cilicia, siglos XII al XIV
La irrupción de los turcos selyúcidas en Armenia en el siglo XI provocó una gran migración de armenios hacia Cilicia. Allí reconstruyeron una sociedad armenia y un  reino armenio, que su costa mediterránea hace que sea más cosmopolita, abierto a Occidente y los  Estados latinos vecinos . La Cilicia armenia desarrolló una brillante civilización. En el ámbito arquitectónico, solo quedan fortalezas, los edificios religiosos están reducidos al mínimo. Es en el campo de la iluminación donde Cilicia hará una importante contribución a la historia del arte armenio, con por ejemplo Toros Roslin.